# Mauricio Cuero
Mauricio Andrés Cuero Castillo (Tumaco, 28 januari 1993) is een Colombiaans voetballer die bij voorkeur als vleugelspeler speelt. Hij verruilde in januari 2016 La Equidad voor UD Levante.

## Clubcarrière
Cuero speelde in Colombia bij La Equidad, dat hem verhuurde aan Vaslui, Club Olimpo en CA Banfield. In 2015 maakte hij zeven doelpunten in 32 competitieduels voor Banfield in de Argentijnse Primera División. In november 2015 bereikte La Equidad een akkoord met UD Levante, die 3,2 miljoen euro betaalt voor de vleugelspeler. Cuero zette zijn handtekening onder een contract tot medio 2020 bij Levante. Op 9 januari 2016 debuteerde hij in de Primera División in de thuiswedstrijd tegen Rayo Vallecano.

## Interlandcarrière
In 2013 nam Cuero met Colombia –20 deel aan het Zuid-Amerikaans jeugdkampioenschap voor spelers onder 20 jaar in Argentinië.